# Senegalesisches Tata bei Chasselay

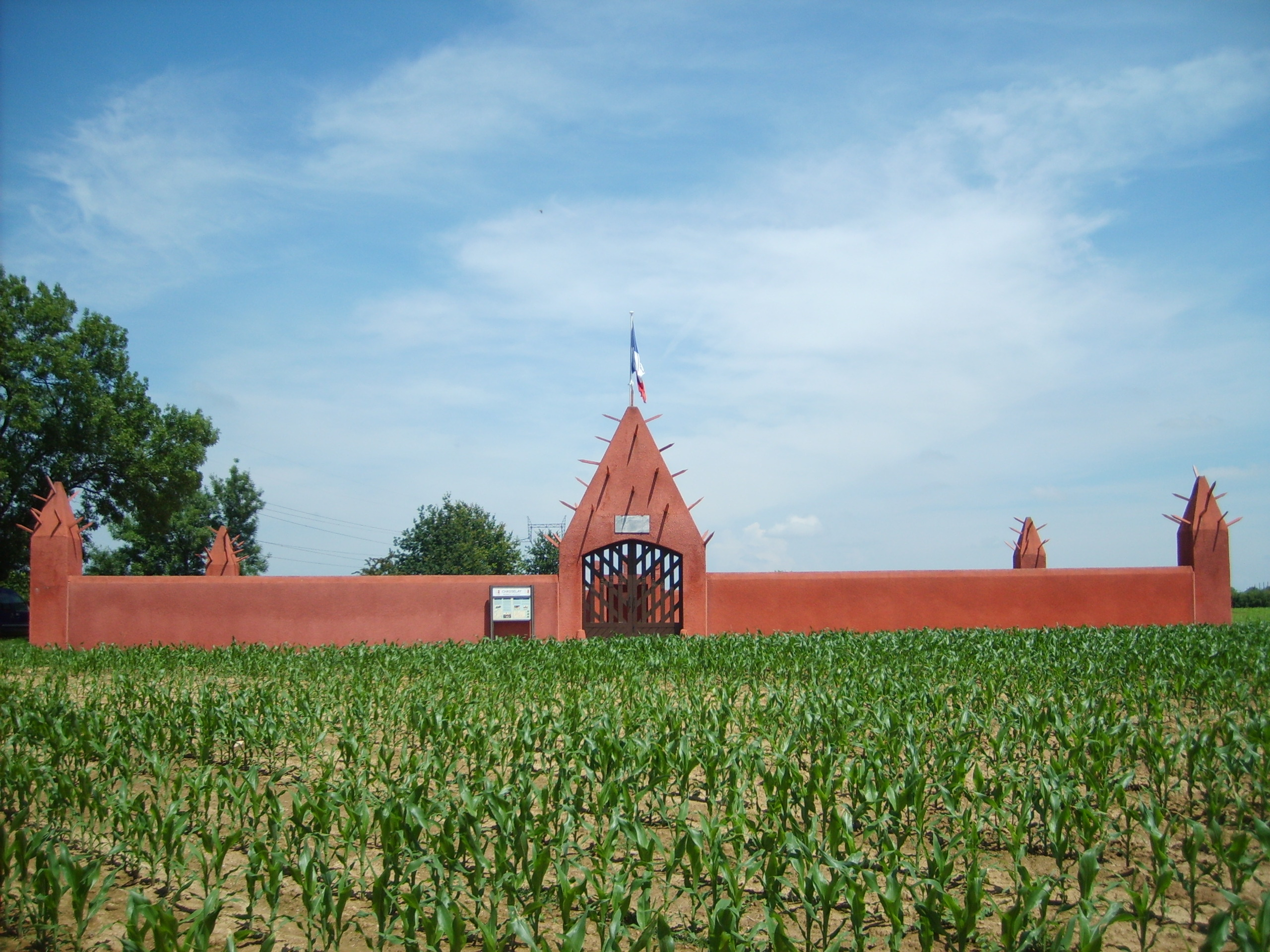
Senegalesisches Tata bei Chasselay (Rhone)

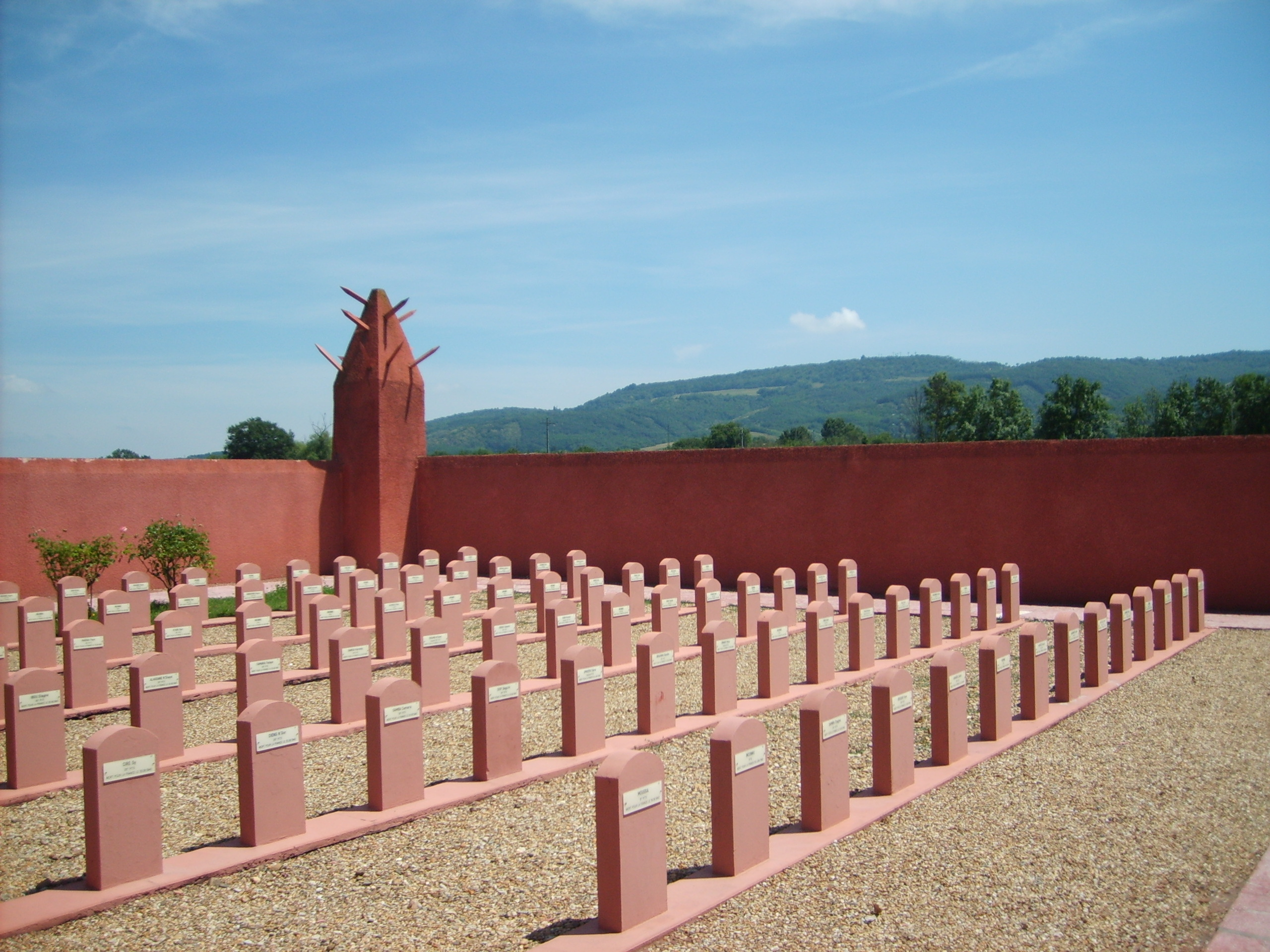
Gräberfeld des Tatas von Chasselay

Das Senegalesische Tata bei Chasselay ist ein Ehrenfriedhof und Mahnmal für die bei dem Massaker von Chasselay und bei Kämpfen und anderen Massakern rund um Les Chères, Montluzin, Chasselay, Lentilly, Fleurieux, L’Abresle und Lyon am 19. und 20. Juni 1940 von der SS-Division Totenkopf und dem Infanterie-Regiment „Großdeutschland“ ermordeten und getöteten 188 Tirailleurs sénégalais (zu dt.: Senegalschützen).
Der Friedhof im Kanton Limonest wurde bereits am 8. November 1942 vom Leiter des Veteranen- und Kriegsversehrtenverbands im Département Rhône Jean Marciani eingeweiht.
In Westafrika bedeutet Tata so viel wie „Streifen heiliger Erde“, wo man die im Kampf gefallenen Krieger beerdigt.